# Sportåret 1985

## Händelser

### Amerikansk fotboll
- San Francisco 49ers besegrar Miami Dolphins med 38 – 16 i Super Bowl XIX . (Final för 1984).

#### NFL:s slutspel för 1985

##### NFC (National Football Conference)
- - Lagen seedades enligt följande
- 1 Chicago Bears
- 2 Los Angeles Rams
- 3 Dallas Cowboys
- 4 New York Giants (Wild Card)
- 5 San Francisco 49ers (Wild Card)
  - Omgång I (Wild Cards)
- New York Giants besegrar San Francisco 49ers med 17 - 3

- - Omgång II
- Los Angeles Rams besegrar Dallas Cowboys med 20 - 0
- Chicago Bears besegrar New York Giants med 21 - 0

- -     - Omgång III
- Chicago Bears besegrar Los Angeles Rams med 24 - 0 i NFC-finalen

##### AFC (American Football Conference)
- - Lagen seedades enligt följande
- 1 Los Angeles Raiders
- 2 Miami Dolphins
- 3 Cleveland Browns
- 4 New York Jets (Wild Card)
- 5 New England Patriots (Wild Card)

- - Omgång I (Wild Cards)
- New England Patriots besegrar New York Jets 26 - 14

- - Omgång II
- Miami Dolphins besegrar Cleveland Browns med 24 - 21
- New England Patriots besegrar Los Angeles Raiders med 27 - 20

- -     - Omgång III
- New England Patriots besegrar Miami Dolphins med 31 - 14 i AFC-finalen

### Badminton
- 15-17 mars - Swedish Open avgörs i Malmö.[1]

### Bandy
- 10 februari - Sverige vinner världsmästerskapet i Norge genom att finalbesegra Sverige med 5-4 i förlängning. För första gången deltar USA i turneringen.[2]
- 16 mars - IF Boltic blir svenska dammästare genom att finalslå Västerstrands AIK med 4-2 på Söderstadion i Stockholm.[3]
- 17 mars - IF Boltic blir svenska herrmästare genom att finalslå IFK Motala med 4-3 på Söderstadion i Stockholm.[4][5]
- 17 november - IF Boltic blir på hemmaplan Europacupmästare genom att finalslå HK Jenisej Krasnojarsk med 8-2.[1]

### Baseboll
- 27 oktober - American League-mästarna Kansas City Royals vinner World Series med 4-3 i matcher över National League-mästarna St. Louis Cardinals.[6]

### Basket
- 8 april
  - Solna IF blir svenska mästare för herrar.[1]
  - Södertälje BBK blir svenska mästare för damer.[1]
- 9 juni - Los Angeles Lakers vinner NBA-finalserien mot Boston Celtics.[7]
- 15 juni - Sovjet vinner herrarnas Europamästerskap genom att finalslå Tjeckoslovakien med 120-89 i Västtyskland.[8]
- 15 september - Sovjet vinner damernas Europamästerskap genom att finalslå Bulgarien med 103-69 i Italien.[9]

### Bordtennis
- 3 februari - Andrzej Grubba, Polen vinner herrklassen och Bettine Vrieskoop, Nederländerna vinner damklassen vid Europa Top 12 i Barcelona.[1]
- 10 november - John McEnroe, USA vinner Stockholm Open genom att finalslå Anders Järryd, Sverige med 2-0 i set.[1]
- 1 december - SOC avgörs i Göteborg.[1]
- Mikael Appelgren och Ulf Carlsson blir världsmästare i dubbel vid bordtennis-VM.
- Sverige tar silverplatsen i lagtävlingen i VM.

### Boxning
- 9 mars - Anders "Lillen" Eklund, Sverige blir Europamästare i tungviktsboxning genom att besegra Steffen Tangstad, Norge.[1]
- 13-14 april - Amatör-Europamästerskapen avgörs i Budapest.[1]
- 15 april - Marvin Hagler, USA blir världsmästare i tungviktsboxning genom att besegra Thomas Hearns, USA i Caesars Palace.[1]
- 22 september - Leon Spinks, USA besegrar Larry Holmes, USA i Las Vegas och blir därmed först att samtidigt vara världsmästare i både lätt tungvikt och tungvikt.[1]
- 1 oktober - Frank Bruno, Storbritannien blir Europamästare i tungviktsboxning genom att besegra Anders "Lillen" Eklund i Wembley Arena.[1]
- 11 december - Anders "Lillen" Eklund döms av Sveriges högsta domstol till 50 dagsböter för att ha brutit mot Sveriges förbud mot professionell boxning för att ha tränat inför en match.[1]

### Brottning
- 16-17 november - Fyrstadsbrottningen avgörs i Lidköping.[1]

### Curling
- 14 december - Tyskland vinner Europamästerskapet för herrar i Greindelwald genom att finalslå Sverige med 7-5.[1]
- Schweiz vinner Europamästerskapet för damer i Greindelwald genom att finalslå Skottland med 9-5.[1]
- Kanada vinner världsmästerskapet för herrar i Glasgow före Sverige och Danmark.[1]
- Kanada vinner världsmästerskapet för damer före Skottland och Schweiz.

### Cykel
- 9 juni - Bernard Hinault, Frankrike vinner Giro d'Italia för tredje gången.[1]
- 19 juni - Marc Gomez, Frankrike vinner Postgirot Open.[1]
- 21 juli - Bernard Hinault, Frankrike vinner Tour de France för femte gången.[1]
- 5-11 augusti - Svenska mästerskapen i Helsingborg avslutas.[1]

- Joop Zoetemelk, Nederländerna vinner herrarnas landsvägslopp i VM.
- Pedro Delgado, Spanien vinner Vuelta a España

### Fotboll
- 14 mars - 14 personer skadas vid läktarkravaller på FA-cupmatchen mellan Luton Town FC och Millwall FC. Storbritanniens premiärminister Margaret Thatcher ger personligen order om att våldet skall "stävjas med lämpliga medel" och vissa argumenterar för att lag med bråkiga anhängare skall tvinas spela matcher utan publik.[1]
- 11 maj - 53 personer omkommer då en fotbollsläktare i Bradford tar eld under matchen Bradford City AFC-Lincoln City FC i engelska Division III.[1]
- 15 maj - Everton FC vinner Europeiska cupvinnarcupen genom att besegra SK Rapid Wien med 1–0 i finalen på Stadion Feijenoord.[10]
- 18 maj - Manchester United FC vinner FA-cupfinalen mot Everton FC med 1-0 på Wembley Stadium.[11]
- 22 maj - Real Madrid vinner UEFA-cupen genom att besegra MOL Fehérvár FC i finalerna.[10]
- 29 maj - Juventus FC vinner sin första europeiska titel i Europacupen för mästarlag genom att vinna finalen mot Juventus FC på Heyselstadion i Bryssel med 1–0.[10] Kvällen präglas dock av läktarkravaller på arenan före matchen, där 39 åskådare omkommer. Matchen spelas dock som planerat.[1]
- 19 juni – AIK vinner Svenska cupen för herrar genom att finalslå Östers IF med 3-2 på straffar efter 1-1 i Solna.[12]
- 18 juli - Samerna får ett inofficiellt representationslag i fotboll för herrar, som vid debutmatchen i Mariehamn förlorar med 2-4 mot Åland.[13]
- 18 augusti - USA spelar sin första officiella damlandskamp i fotboll, då man i Jesolo förlorar med 0-1 mot Italien.[14]
- 5 september – Öxabäcks IF vinner Svenska cupen för damer genom att finalslå Gais med 2-0.[15][16]
- 8 november - Domstolen Old Bailey i London dömer en 25-årig man till livstids fängelse för anstiftan till bråk under en match i december 1984 mellan Chelsea FC och Manchester United FC, och ytterligare en åtalad får åtta års fängelse.[1]
- Okänt datum – Michel Platini, Frankrike, utses till Årets spelare i Europa för tredje året i rad.
- Okänt datum – Julio César Romero, Paraguay, utses till Årets spelare i Sydamerika.
- Okänt datum – Mohammed Timoumi, Marocko, utses till Årets spelare i Afrika.

#### Ligasegrare / resp. lands mästare
- Belgien - RSC Anderlecht
- England - Everton FC
- Frankrike - FC Girondins de Bordeaux
- Italien - Hellas Verona
- Nederländerna – AFC Ajax
- Portugal – FC Porto
- Skottland - Aberdeen FC
- Spanien - FC Barcelona
- Sverige - Örgryte IS
- Västtyskland - FC Bayern München

### Friidrott
- 18-20 januari - Världsinomhusspelen avgörs i Paris.[1]
- 22 februari - Patrik Sjöberg, Sverige hoppar höjdhopp på nya herrvärldsrekordet 2.38 meter i Berlin.[1]
- 24 februari - Dietmar Mögenburg, Västtyskland hoppar höjdhopp på nya herrvärldsrekordet 2.39 meter i Köln.[1]
- 2-3 mars - Europamästerskapen avgörs i Aten.[1]
- 21 april - Steve Jones, Storbritannien vinner herrklassen och Ingrid Kristiansen, Norge vinner damklassen vid London Marathon.[1]
- 5 maj - Dag Wennlund noterar svenskt herrekord i spjutkastning då spjutet flyger 92.20 meter i Austin.[1]
- 12 maj - MAI vinner herrklassen och Spårvägens IF vinner damklassen vid Dagbladsstafetten i Stockholm.[1]
- 1 juni - Torgny Persson, Sverige vinner herrklassen i Stockholm Marathon medan Jeanette Nordgren, Norge vinner damklassen.[1]
- 16 juni - Patrik Sjöberg, Sverige hoppar höjdhopp på nya herrvärldsrekordet 2.38 meter i Eberstadt.[1]
- 2 juli - DN-galan avgörs på Stockholms stadion.[1]
- 13 juli - 22-årige Sergej Bubka, Sovjet blir först att hoppa över sex meter i stavhopp för herrar.[1]
- 16 juli - Steve Cram, Storbritannien springer 1 500 meter löpning för herrar på 3.29.67 minuter i Nice, men då tvåan Saïd Aouita, Marocko springer på 3.29.71 minuter blir det två löpare som spränger drömgränsen på 3.30 minuter.[1]
- 27 juli - Tre världsrekord noteras vid tävlingar på Bislett stadion i Oslo.[1]
- 11 augusti - Rudolf Povarnitsin, Sovjet noterar nytt herrvärldsrekord i höjdhopp då han hoppar 2.40 meter i Donetsk.[1]
- 16-18 augusti - Svenska mästerskapen avgörs i Västerås.[1]
- 23 augusti - Saïd Aouita, Marocko noterar världsrekord på herrarnas 1 500 meter löpning i Berlin, där han springer på 3.29.45 minuter.[1]
- 25 augusti - Evy Palm vinner Tjejmilen på tiden 34.28 minuter.
- 31 augusti-1 september - Finnkampen avgörs på Stockholms stadion. Sverige vinner herrkampen med 227-182 och damkampen med 166-156. Sverige vinner pojkmatchen med 115-86, och Finland flickmatchen med 82-75.[1]
- 22 september - Tre världsrekord noteras vid tävlingar i Östberlin.[1]
- 5 september - Igor Paklin, Sovjet noterar nytt herrvärldsrekord i höjdhopp då han hoppar 2.41 meter vid sommaruniversiaden i Kobe.[1]
- 6 oktober
  - Världscupen i Canberra avslutas.[1]
  - Jarl Gaute Asae, Norge vinner herrklassen medan Grete Waitz, Norge vinner damklassen vid Lidingöloppet.[1]
- 19 oktober - 29-årige Steve Jones vinner herrklassen vid Chicago Marathon, medan Joan Benoit, USA segrar i damklassen.[1]
- 26 november - Patrik Sjöberg tilldelas Svenska Dagbladets guldmedalj.[1]
- 31 december - João da Mata, Brasilien vinner herrklassen och Rosa Mota, Portugal vinner damklassen vid Sylvesterloppet i São Paulo.[17]
- Geoff Smith, Storbritannien vinner herrklassen vid Boston Marathon.[18] medan Lisa Larsen Weidenbach, USA vinner damklassen.[19]
- Marita Koch, Östtyskland noterar nytt världsrekord på 400 meter med tiden 47,60 sekunder.
- Silke Möller, Sabine Günther, Ingrid Auerswald och Marlies Göhr sätter världsrekord på 4 x 100 m med 41.37 s.

### Golf

#### Majorstävlingar

##### Herrar
- 8 april - Bernhard Langer, Västtyskland vinner The Masters.[1]
- 30 juni - Amatör-Europamästerskapen avslutas i Tylösand.[1]
- 7 juli - Denis Durnian, Storbritannien vinner PLM Open på Flommens golfbana.[1]
- 21 juli - Sandy Lyle, Skottland vinner British Open.[1]
- 30 juli - Ian Baker-Finch, Australien vinner SEO på Ullnabanan.[1]
- US Open - Andy North, USA
- PGA Championship - Hubert Green, USA
- Mest vunna vinstpengar på PGA-touren:  Curtis Strange, USA med $542 321
- Mest vunna vinstpengar på Champions Tour (Senior-touren): Peter Thomson, Australien med $386 724
- Ryder Cup: Europa besegrar USA med 16½ - 11½

##### Damer
- Kraft Nabisco Championship - Alice Miller, USA
- LPGA Championship - Nancy Lopez, USA
- US Womens Open - Kathy Baker, USA
- Du Maurier Classic - Pat Bradley, USA
- Mest vunna vinstpengar på LPGA-touren: Nancy Lopez , USA med $416 472

### Handboll
- 21 mars - HK Drott vinner Svenska cupen.[1]
- 25 april - Redbergslids IK blir svenska herrmästare.[1]
- Stockholmspolisens IF blir svenska dammästare.[1]

### Hastighetsåkning på skridskor
- 27 januari - 23-årige Hein Vergeer, Nederländerna blir herr-Europamästare i Eskilstuna före Frits Schalij, Nederländerna och Oleg Bozjev, Sovjet.[1]
- 9-10 februari - Andrea Schöne, Östtyskland blir damvärldsmästare i Sarajevo genom att vinna alla distanser, och notera världsrekord på 5 000 meter med tiden 7.32.82.[1]
- 16-17 februari - Hein Vergeer, Nederländerna blir herrvärldsmästare i Hamar före Oleg Bozjev, Sovjet och Hilbert van der Duim, Nederländerna.[1]

### Hästsport

#### Galopp
- 14 juli - Homossa med Gunnar Norddling som ryttare vinner Svenskt galopp på Jägersro.[1]

#### Trav
- 27 maj - Meadow Road med Torbjörn Jansson som kusk vinner Elitloppet på Solvalla.[1]
- 27 januari - Lutin d' Isigny med Jean-Paul Andrée vinner Prix d'Amérique i Paris.[1]
- 27 juli - Franska Lutin d' Isigny med Jean Paul André i sulkyn vinner Världsmästerskapen på Roosevelt Raceway.[1]
- 4 augusti - 3-årige shingsten "Prakas", tränad av Per K. Eriksson från Mantorp och körd av amerikanske kusken William O'Donell, vinner Hambletonian Stakes i East Rutherford.[1]
- 8 september - Bo William Takter, med hästen Elizar H, blir nordisk mästare på Charlottenlunds travbana i Köpenhamn.[1]
- 22 september - Åbys stora pris vinns av Minou de Donjon.[1]

### Innebandy
- 21 april - Kolarbyns IBS blir i Vallentuna svenska herrmästare.[20]
- 23 september - Finlands Innebandyförbund bildas.[20]
- 28 september - Sverige spelar sin första officiella herrlandskamp i innebandy, då man i Sollentuna utklassar Finland med 13-1.[20]
- 22 november - Svenska Innebandyförbundet inträder i RF.[21][20]
- 13 december - Kristinebergs AIS blir svenska dammästare genom att finalslå IBK Lockerud med 4-0 och därmed hamnar guldet för första gången utanför Västmanland.[20]

### Ishockey
- 1 januari - Kanada vinner juniorvärldsmästerskapet i Finland före Sovjet och Tjeckoslovakien.[22]
- 24 mars - Södertälje SK blir svenska mästare efter slutspelsvinst över Djurgårdens IF med 3 matcher mot 2.[23]
- 30 april - Mexiko inträder i IIHF.[24]
- 3 maj - Tjeckoslovakien blir världsmästare före Kanada och Sovjet.[25]
- 30 maj - Stanley Cup vinns av Edmonton Oilers som besegrar Philadelphia Flyers med 4 matcher mot 1 i slutspelet.[26]
- 14 juni - NHL Awards delas ut.[1]
- 7 september - CSKA Moskva, Sovjet vinner Europacupen i Megève före Kölner EG, Västtyskland och HC Dukla Jihlava, Tjeckoslovakien.[27]
- 21 december - Tjeckoslovakien vinner Izvestijaturneringen i Moskva före Sovjet och Sverige.[28]

### Judo
- 16-17 mars - Europamästerskapen för damer avgörs i Landskrona.[1]
- 10 maj - Europamästerskapen för herrar avslutas i Hamar.[1]

### Kanot
- 16-18 augusti - Världsmästerskapen avgörs i Mechelen, och blir Sveriges bästa världsmästerskap sedan Världsmästerskapen.[1]

### Klättring
- 30 april – Amerikanske Richard Bass[29] blir förste person att uppnå ”Seven Summits” då han når toppen av Mount Everest.

### Konståkning
- VM
  - Herrar – Aleksandr Fadejev, Sovjetunionen
  - Damer – Katarina Witt, DDR
  - Paråkning – Jelena Valeva & Oleg Vasiljev, Sovjetunionen
  - Isdans – Natalia Bestemianova & Andrej Bukin, Sovjetunionen

### Modern femkamp
- 21 augusti - Världsmästerskapen för herrar i Melbourne avslutas.[1]

### Motorsport

#### Formel 1
- 3 november - Världsmästare blir Alain Prost, Frankrike.[1]

#### Indycar
- 26 maj - Danny Sullivan, körandes för Penske Racing, vinner den 69:e upplagan av Indianapolis 500.[30]

#### Rally
- 28 november - Timo Salonen, Finland blir världsmästare.

#### Sportvagnsracing
- Derek Bell och Hans-Joachim Stuck vinner sportvagns-VM.
- Klaus Ludwig, Paolo Barilla och Louis Krages vinner Le Mans 24-timmars med en Porsche 956.

#### Standardvagnsracing
- Per Stureson vinner Deutsche Tourenwagen Meisterschaft med en Volvo 242 Turbo.

### Orientering
- 4-6 september - Världsmästerskapen avgörs i Bendigo.[31]
- 26 juli - Femdagarsloppet i Falun avslutas.[1]
- Annichen Kringstad tar guld vid VM i orientering för tredje gången i rad.
- Sverige vinner damernas stafett vid VM.

### Schack
- 13 juli - 24-årige Ralf Åkesson, SASS blir svensk mästare.[1]
- 9 november - 22-årige Garri Kasparov, Sovjet blir tidernas yngste världsmästare då han i Moskva vinner med 13-11 mot Anatolij Karpov, Sovjet som innehaft titeln sedan 1975.[1]

### Simning
- 1-3 februari - Svenska kortbanemästerskapen avgörs i Sundsvall.[1]
- 27 juni - Michael Groß, Västtyskland noterar nytt herrvärldsrekord på 400 meter frisim, 3.47.80 minuter, vid västtyska mästerskapen i Remscheid.[1]
- 6-11 augusti - Europamästerskapen avgörs i Bulgarien.[1]

#### EM
- Vid EM i simning uppnår svenska simmare följande resultat:
  - 200 m frisim, herrar – 3. Tommy Werner
  - Lagkapp 4 x 100 m frisim, herrar – 3. Sverige
  - Lagkapp 4 x 200 m frisim, herrar – 2. Sverige
  - Lagkapp 4 x 200 m frisim, damer – 3. Sverige

### Skidor, alpina grenar
- 31 januari-10 februari - Världsmästerskapen avgörs i Bormio/Santa Caterina.[1]

#### Herrar
- 11 januari - Primin Zurbriggen, Schweiz vinner störtloppet i Kutzbühel och blir därmed första att ha vunnit världscuplopp i alla disciplinerna (slalom, storslalom, störtlopp och super g).[1]

##### VM
- - Slalom
- 1 Jonas Nilsson, Sverige
- 2 Marc Girardelli, Luxemburg
- 3 Robert Zoller, Österrike
  - Storslalom
- 1 Markus Wasmeier, Västtyskland
- 2 Pirmin Zurbriggen, Schweiz
- 3 Marc Girardelli, Luxemburg
  - Störtlopp
- 1 Pirmin Zurbriggen, Schweiz
- 2 Peter Müller, Schweiz
- 3 Doug Lewis, USA
  - Kombination
- 1 Pirmin Zurbriggen, Schweiz
- 2 Ernst Riedelsperger, Österrike
- 3 Thomas Bürgler, Schweiz

##### Världscupen
- Totalsegrare: Marc Girardelli, Luxemburg
- Slalom: Marc Girardelli, Luxemburg
- Storslalom: Marc Girardelli, Luxemburg
- SuperG: Pirmin Zurbriggen, Schweiz
- Störtlopp: Helmuth Höflehner, Österrike

##### SM
- - Slalom vinns av Jonas Nilsson, Sälens IF. Lagtävlingen vinns av Täby SLK
  - Storslalom vinns av Johan Wallner, Filipstads SLK. Lagtävlingen vinns av Tärna IK Fjällvinden.
  - Störtlopp vinns av Niklas Henning, Åre SLK. Lagtävlingen vinns av Åre SLK.

#### Damer

##### VM
- - Slalom
- 1 Perrine Pelen, Frankrike
- 2 Christelle Guignard, Frankrike
- 3 Paolette Magoni-Sforza, Italien
  - Storslalom
- 1 Diann Roffe Steinrotter, USA
- 2 Elisabeth Kirchler, Österrike
- 3 Eva Twardokens, USA
  - Störtlopp
- 1 Michela Figini, Schweiz
- 2 Ariane Ehrat, Schweiz
- 2 Kathrin Gutensohn, Österrike
  - Kombination
- 1 Erika Hess, Schweiz
- 2 Sylvia Eder, Österrike
- 3 Tamara McKinney, USA

##### Världscupen
- Totalsegrare: Michela Figini, Schweiz
- Slalom: Erika Hess, Schweiz
- Storslalom: Michela Figini, Schweiz
- SuperG: Marina Kiehl, Västtyskland
- Störtlopp: Michela Figini, Schweiz

##### SM
- - Slalom vinns av Catarina Glassér-Bjerner, Tärna IK Fjällvinden. Lagtävlingen vinns av Tärna IK Fjällvinden.
  - Storslalom vinns av Catarina Rosenqvist, Finnvedens SLK, Värnamo. Lagtävlingen vinns av Gällivare SK.
  - Störtlopp vinns av Ulrika Wärvik, Östersund-Frösö SLK. Lagtävlingen vinns av Nolby Alpina SK.

### Skidor, nordiska grenar
- 15 mars - Matti Nykänen, Finland noterar i Planica nytt världsrekord i skidflygning, då han först hoppar 1876 meter och sedan 191 meter.[1]
- 14-17 mars - Holmenkollen skifestival avgörs i Oslo.[1]
- 17 mars - Matti Nykänen, Finland blir världsmästare i skidflygning i Planica före Jens Weißflog, Östtyskland och Pavel Ploc, Tjeckoslovakien.[1]

#### Herrar

##### VM
- - 15 km
- 1 Kari Härkönen, Finland
- 2 Thomas Wassberg, Sverige
- 3 Maurilio De Zolt, Italien
  - 30 km
- 1 Gunde Svan, Sverige
- 2 Ove Aunli, Norge
- 3 Harri Kirvesniemi, Finland
  - 50 km
- 1 Gunde Svan, Sverige
- 2 Maurilio De Zolt, Italien
- 3 Ove Aunli, Norge
  - Stafett 4 x 10 km
- 1 Norge
- 2 Italien
- 3 Sverige

##### Världscupen
- 1 Gunde Svan, Sverige
- 2 Tor Håkon Holte, Norge
- 3 Ove Aunli, Norge

##### Övrigt
- 3 mars - Bengt Hassis,  Orsa IF vinner Vasaloppet.[32]

##### SM
- 15 km vinns av Gunde Svan, Dala-Järna IK. Lagtävlingen vinns av Åsarna IK.
- 30 km vinns av Jan Ottosson, Åsarna IK. Lagtävlingen vinns av Åsarna IK.
- 50 km vinns av Gunde Svan, Dala-Järna IK. Lagtävlingen vinns av Åsarna IK.
- Stafett 3 x 10 km vinns av Åsarna IK med laget  Jan Ottosson, Torgny Mogren och Thomas Wassberg .

#### Damer

##### VM
- - 10 km
- 1 Anette Bøe, Norge
- 2 Marja-Liisa Kirvesniemi, Finland
- 3 Grete Ingeborg Nykkelmo, Norge
  - 30 km
- 1 Grete Ingeborg Nykkelmo, Norge
- 2 Britt Pettersen, Norge
- 3 Anette Bøe, Norge
  - Stafett 4 x 5 km
- 1 Sovjetunionen
- 2 Norge
- 3 DDR

##### Världscupen
- 1 Anette Bøe, Norge
- 2 Grete Ingeborg Nykkelmo, Norge
- 3 Britt Pettersen, Norge

##### SM
- 5 km vinns av Anna-Lena Fritzon, Malungs IF. Lagtävlingen vinns av IFK Mora.
- 10 km vinns av Marie Risby, Ludvika FFI. Lagtävlingen vinns av Sollefteå SK.
- 20 km vinns av Marie Risby, Ludvika FFI. Lagtävlingen vinns av IFK Lidingö.
- Stafett 3 x 5 km vinns av IFK Mora med laget  Åsa Nilsson, Karin Lamberg och Marie Johansson .

### Skidskytte

#### Herrar

##### VM
- Sprint 10 km
  - 1 Frank-Peter Roetsch, DDR
  - 2 Eirik Kvalfoss, Norge
  - 3 Johann Passler, Italien
- Distans 20 km
  - 1 Jurij Kasjkarov, Sovjetunionen
  - 2 Frank-Peter Roetsch, DDR
  - 3 Tapio Piipponen, Finland
- Stafett 4 x 7,5 km
  - 1 Sovjetunionen –Jurij Kasjkarov, Algimantas Sjalna, Sergej Bulygin & Andrej Senkov
  - 2 DDR –Frank-Peter Roetsch, Mathias Jacob, Ralf Göthel & André Sehmisch
  - 3 Västtyskland – Peter Angerer, Walter Pichler, Fritz Fischer & Herbert Fritzenwenger

##### Världscupen
- 1 Frank-Peter Roetsch, DDR
- 2 Peter Angerer, Västtyskland
- 3 Eirik Kvalfoss, Norge

#### Damer
- VM anordnades för första gången för kvinnliga skidskyttar.

##### VM
- Sprint 7,5 km
  - 1 Sanna Grønlid, Norge
  - 2 Kaja Parve, Sovjetunionen
  - 3 Verena Tjernychova, Sovjetunionen
- Distans 10 km
  - 1 Kaja Parve, Sovjetunionen
  - 2 Sanna Grønlid, Norge
  - 3 Eva Korpela, Sverige
- Stafett 3 x 5 km
  - 1 Sovjetunionen – Verena Tjernychova, Jelena Golovina, & Kaja Parve
  - 2 Norge – Sanna Grønlid, Gry Østvik & Siv Bråten
  - 3 Finland – Pirjo Mattila, Teija Nieminen, Tuula Ylinen

##### Världscupen
- 1 Sanna Grønlid, Norge
- 2 Eva Korpela, Sverige
- 3 Kaja Parve, Sovjetunionen

### Snowboard
- Snowboard introduceras i Finland.[33]

### Speedway
- 11 augusti - Danmark blir lagvärldsmästare i Los Angeles före USA.[1]
- 31 augusti - Erik Gundersen, Danmark blir världsmästare i Bradford.[1]

### Tennis

#### Herrar
- 13 januari - John McEnroe, USA vinner GP Masters-finalen i New York mot Ivan Lendl, Tjeckoslovakien med 2-1 i set.[1]
- 20 januari - Sverige vinner Kings Cup i Essen genom att finalbesegra Schweiz med 3-0.[1]
- 21 juli - Mats Wilander, Sverige vinner Swedish Open i Båstad genom att finalslå Stefan Edberg, Sverige med 2-0 i set.[1]

- John McEnroe vinner Stockholm Open.
- Tennisens Grand Slam:
  - 9 juni - Mats Wilander, Sverige vinner Franska öppna efter finalseger mot Ivan Lendl, Tjeckoslovakien med 3-0 i set.[1]
  - Wimbledon - Boris Becker, Västtyskland (yngste vinnare någonsin)
  - 7 september - Ivan Lendl, Tjeckoslovakien vinner US Open genom att finalslå John McEnroe, USA med 3-0 i set.[1]
  - 9 december - Stefan Edberg, Sverige vinner Australiska öppna genom att finalslå Mats Wilander, Sverige med 3-0 i set.[1]
- 28 december - Davis Cup: Sverige finalbesegrar Västtyskland med 3-2 i München.[34]

#### Damer
- Martina Navratilova blir den tredje tennisspelare som uppnår 100 turneringssegrar.
- Tennisens Grand Slam:
  - Franska öppna - Chris Evert-Lloyd, USA
  - Wimbledon - Martina Navratilova, USA
  - US Open - Hana Mandliková, Tjeckoslovakien
  - Australiska öppna - Martina Navratilova, USA
- 14 oktober - Tjeckoslovakien vinner Federation Cup genom att finalbesegra USA med 2-1 i Nagoya.[35]

### Tyngdlyftning
- 29-31 mars - Svenska mästerskapen avgörs i Helsingborg.[1]
- 31 augusti - Världsmästerskapen i Södertälje avslutas.[1]

### Volleyboll
- 4 oktober - Sovjet vinner herrarnas Europamästerskap i Amsterdam före Tjeckoslovakien och Frankrike.[36]
- 6 oktober - Sovjet vinner damernas Europamästerskap i Arnhem före Östtyskland och Nederländerna.[36]

## Evenemang
- VM i bordtennis anordnas i Göteborg Sverige
- VN på cykel anordnas i Giavera di Montello, Italien
- VM i curling för damer anordnas i Jönköping, Sverige
- VM i curling för herrar anordnas i Glasgow, Skottland
- VM på cykel anordnas i Barcelona Spanien
- VM i ishockey anordnas i Prag Tjeckoslovakien
- VM i konståkning genomförs i Tokyo Japan
- VM i orientering anordnas i Bendigo Australien
- VM på skidor, alpina grenar genomförs i Bormio Italien
- VM på skidor, nordiska grenar genomförs i Seefeld in Tirol Österrike
- VM i skidskytte, herrar genomförs i Ruhpolding Västtyskland
- VM i skidskytte, damer genomförs i Egg am Etzl Schweiz
- EM i simning anordnas i Sofia, Bulgarien

## Födda
- 11 februari – Šárka Záhrobská, tjeckisk alpin skidåkare.
- 15 februari - Cristiano Ronaldo, portugisisk fotbollsspelare.
- 20 mars - Stefan Batan, svensk fotbollsspelare.
- 31 mars - Rickard Lidström, svensk ishockeyspelare.
- 21 maj - Mark Cavendish, brittisk tävlingscyklist.
- 8 juni - Sarah Vaillancourt, kanadensisk ishockeyspelare.
- 27 juni
  - Patrik Fahlgren, svensk handbollsspelare.
  - Svetlana Kuznetsova, rysk tennisspelare.
- 30 juni - Michael Phelps, amerikansk simmare.
- 17 september - Aleksandr Ovetjkin, rysk ishockeyspelare.
- 10 augusti – Leisel Jones, australisk simmare.
- 24 oktober
  - Wayne Rooney, brittisk fotbollsspelare.
  - Ozcar Wendt, svensk fotbollsspelare.

## Avlidna
- 18 maj - Harald Andersson, svensk idrottsman (boxning, bandy, tyngdlyftning och diskus).
- 12 augusti - Manfred Winkelhock, tysk racerförare.[37]
- 10 november - Pelle Lindberg, 26, svensk ishockeymålvakt (bilolycka).[1]

### Fotnoter
1. 1 2 3 4 5 6 7 8 9 10 11 12 13 14 15 16 17 18 19 20 21 22 23 24 25 26 27 28 29 30 31 32 33 34 35 36 37 38 39 40 41 42 43 44 45 46 47 48 49 50 51 52 53 54 55 56 57 58 59 60 61 62 63 64 65 66 67 68 69 70 71 72 73 74 75 76 77 78 79 80 81 82 83 84 85 86 87 88 89 90 91 92 93 94   Horisont 1985. Bertmarks
2. ↑  ”World Championships 1984/85” (på engelska). Bandysidan. http://www.bandysidan.nu/event.php?EVID=74. Läst 20 augusti 2011.
3. ↑  Erik Jonsson (16 mars 1985). ”1980–1989”. Svenska Bandyförbundet. Arkiverad från originalet den 17 mars 2020. https://web.archive.org/web/20200317214724/https://www.svenskbandy.se/BANDYFINALEN/HISTORIK/Svenskamastare/Damer/1980-1989. Läst 18 mars 2020.
4. ↑  Erik Jonsson (17 mars 1985). ”1980–1989”. Svenska Bandyförbundet. https://www.svenskbandy.se/BANDYFINALEN/HISTORIK/Svenskamastare/Herrar/1980-1989/. Läst 18 mars 2020.
5. ↑  Jimmy Andersson. ”Slutspelet 1984/85”. Jimbobandy. Arkiverad från originalet den 24 maj 2012. https://archive.is/20120524221122/http://www.jimbobandy.nu/80-tal/85_slut.html. Läst 20 augusti 2011.
6. ↑  ”1985 World Series” (på engelska). Baseball-Reference.com. http://www.baseball-reference.com/postseason/1985_WS.shtml. Läst 9 juli 2015.
7. ↑  ”Basketball Reference”. http://www.basketball-reference.com/leagues/NBA_1985_games.html. Läst 25 augusti 2011.
8. ↑  ”Sport Statistics”. http://todor66.com/basketball/Europe/Men_1985.html. Läst 24 augusti 2011.
9. ↑  ”Sport Statistics”. http://todor66.com/basketball/Europe/Women_1985.html. Läst 24 augusti 2011.
10. 1 2 3  ”European Competitions 1984-85” (på engelska). RSSSF. http://www.rsssf.com/ec/ec198485.html. Läst 16 augusti 2011.
11. ↑  ”England FA Challenge Cup 1984-1985” (på engelska). RSSSF. http://www.rsssf.com/tablese/engcup1985.html. Läst 19 augusti 2012.
12. ↑  Jimmy Lindahl (4 mars 2005). ”Svenska cupen – finalmatcher”. Bolletinen. http://www.bolletinen.se/sfs/pdf/stat_h_allsvens_1941_2005_stat_herr_cupen_finalmatcher.pdf. Läst 21 augusti 2012.
13. ↑  ”Sápmi (Lapland) International Matches” (på engelska). RSSSF. http://www.rsssf.com/tablesl/lap-intres.html. Läst 20 augusti 2011.
14. ↑  ”USA - Women - International Results” (på engelska). RSSSF. http://www.rsssf.com/tablesu/usa-wom-intres.html. Läst 20 augusti 2011.
15. ↑  Jimmy Lindahl (4 mars 2005). ”Svenska cupen för damer”. Bolletinen. http://www.bolletinen.se/sfs/pdf/stat_d_lanslag_19981_2005_sv_cup_damer.pdf. Läst 21 augusti 2012.
16. ↑  Johan Rydén (5 oktober 2008). ”Öxabäcks IF:s damlags historia” (på svenska). Borås tidning. https://www.bt.se/sport/oxabacks-ifs-damlags-historia/. Läst 12 maj 2022.
17. ↑  ”1980” (på portugisiska). Sylvesterloppet. Arkiverad från originalet den 25 februari 2014. https://web.archive.org/web/20140225133111/http://www.saosilvestre.com.br/1980/item/1980. Läst 19 augusti 2012.
18. ↑  ”Boston Marathon”. Arkiverad från originalet den 27 april 2015. https://web.archive.org/web/20150427035419/http://www.baa.org/races/boston-marathon/boston-marathon-history/past-champions/past-mens-open-champions.aspx. Läst 9 april 2011.
19. ↑  ”Boston Marathon”. Arkiverad från originalet den 7 mars 2012. https://web.archive.org/web/20120307073943/http://www.baa.org/races/boston-marathon/boston-marathon-history/past-champions/past-womens-open-champions.aspx. Läst 9 april 2011.
20. 1 2 3 4 5  ”Datum i innebandyhistorien”. Svenska Innebandyförbundet. Arkiverad från originalet den 15 maj 2021. https://web.archive.org/web/20210515132333/https://epiadmin.innebandy.se/sv/StatistikHistorik/Datum-i-innebandyhistorien/. Läst 22 augusti 2011.
21. ↑  ”Innebandyns födelse”. Svenska Innebandyförbundet. Arkiverad från originalet den 19 april 2015. https://web.archive.org/web/20150419072559/http://epiadmin.innebandy.se/sv/StatistikHistorik/Innebandyns-fodelse/. Läst 22 augusti 2011.
22. ↑  ”Championnat du monde 1985 des moins de 20 ans” (på franska). Hockey Archives. 1 januari 1985. https://www.hockeyarchives.info/U-20_1985.htm. Läst 9 september 2012.
23. ↑  ”Championnat de Suède 1984/85” (på franska). Hockey Archives. 24 mars 1985. https://www.hockeyarchives.info/Suede1985.htm. Läst 15 augusti 2011.
24. ↑  ”Mexico” (på engelska). International Ice Hockey Federation. 30 april 1985. https://www.iihf.com/en/associations/1348/mexico. Läst 21 augusti 2011.
25. ↑  ”Championnats du monde 1985” (på franska). Hockey Archives. 3 maj 1985. https://www.hockeyarchives.info/mondial1985.htm. Läst 15 augusti 2011.
26. ↑  ”NHL 1984/85” (på franska). Hockey Archives. https://www.hockeyarchives.info/NHL1985.htm. Läst 23 mars 2020.
27. ↑  ”Coupe d'Europe 1984/85” (på franska). Hockeyarchives. 7 september 1985. https://www.hockeyarchives.info/Europe1985.htm. Läst 9 september 2012.
28. ↑  ”Matches internationaux 1985/86” (på franska). Hockey Archives. 21 december 1985. https://www.hockeyarchives.info/inter1986.htm. Läst 20 augusti 2012.
29. ↑   35th anniversary of dick basss-7-Summits, explore7summits.com (läst 14 apr 2024)
30. ↑  ”SullivanTakes Problem-PlaGued Indianapolis 500” (på engelska). The New York Times. 27 maj 1985. https://www.nytimes.com/1985/05/27/sports/sullivan-takes-problem-plagued-indianapolis-500.html. Läst 7 september 2018.
31. ↑  ”World Orienteering Championships 1985” (på engelska). http://orienteering.org/events/?event_id=26. Läst 20 augusti 2012.
32. ↑  ”Historiska segrare”. Vasaloppet. Arkiverad från originalet den 22 mars 2020. https://web.archive.org/web/20200322121012/https://www.vasaloppet.se/wp-content/uploads/sites/1/2019/09/historiska_segrare_vasaloppet_sve_2019-09-18.pdf. Läst 5 september 2011.
33. ↑  ”Uppslagsverket Finland”. http://www.uppslagsverket.fi/sv/sok/view-103684-Skidsport. Läst 14 september 2011.
34. ↑  ”Davis Cup”. http://www.daviscup.com/en/results/tie/details.aspx?tieId=10003827. Läst 20 augusti 2011.
35. ↑  ”Fed Cup”. Arkiverad från originalet den 24 mars 2012. https://web.archive.org/web/20120324134026/http://www.fedcup.com/en/results/tie/details.aspx?tieId=20005618. Läst 21 augusti 2011.
36. 1 2  ”Sport Statistics”. Arkiverad från originalet den 28 mars 2012. https://web.archive.org/web/20120328214215/http://todor66.com/volleyball/Europe/Men_1985.html. Läst 24 augusti 2011.
37. ↑  ”Auto racer Manfred Winkelhock of West Germany died Monday” (på engelska). Associated Press. 12 augusti 1985. Arkiverad från originalet den 8 september 2018. https://web.archive.org/web/20180908202418/https://www.apnews.com/e265ecede5a018ff0347ec2ed2f5f555. Läst 7 september 2018.